# Le Barbier de Séville (Rossini)
Il barbiere di Siviglia
Pour les articles homonymes, voir Le Barbier de Séville (homonymie).
Représentations notables
21 février 1816 : Teatro di Torre Argentina de Rome, triomphe après le célèbre fiasco de la première, la veille
Personnages
- Le comte Almaviva, amoureux de Rosina (ténor)
- Figaro, barbier (baryton)
- Rosina, pupille de Bartolo (contralto)
- Bartolo, docteur en médecine (basse)
- Basilio, maître de musique de Rosina (basse)
- Berta, femme de chambre de Bartolo (soprano)
- Fiorello, domestique du comte Almaviva (basse)
- Domestiques, musiciens, soldats, un officier.

Airs
- « Ecco ridente in cielo » –  I, sc.1 (Almaviva)
- « Largo al factotum » -  I, sc.1 (Figaro)
- « Una voce poco fa » -  I, sc.2 (Rosina)
- « La calunnia è un venticello » -  I, sc.2 (Basilio)
- « A un dottor della mia sorte » - I, 2 (Bartolo)
- « Cessa di più resistere » - II, sc. 6 (Almaviva)

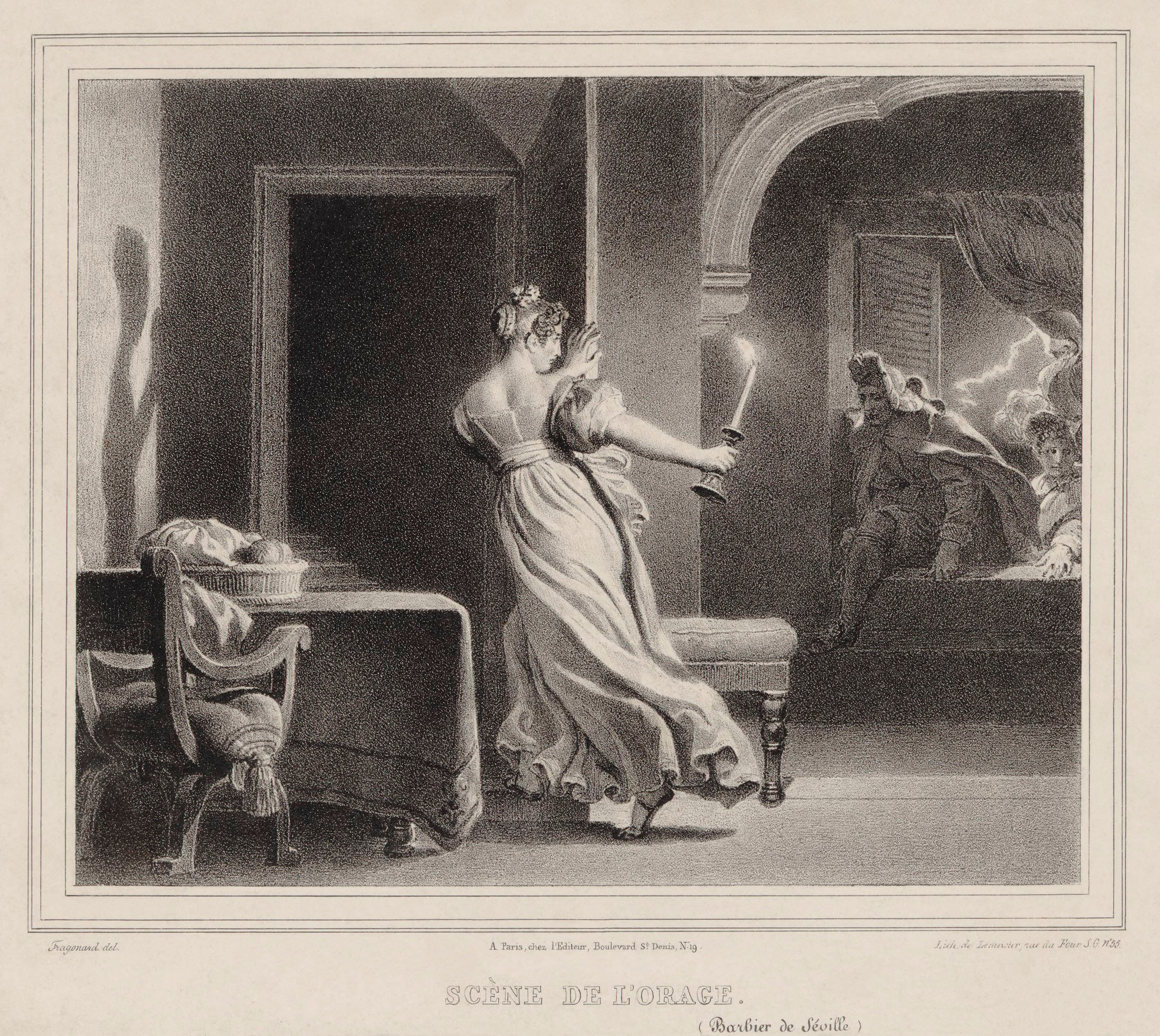
la scène de l'orage dans Le Barbier de Séville, lithographie d'Alexandre-Évariste Fragonard, 1830.restaurée par

Le Barbier de Séville est l'opéra le plus connu de Gioachino Rossini, sur un livret de Cesare Sterbini, créé en 1816 et considéré par beaucoup comme le chef-d'œuvre de l'opéra bouffe italien.
L'histoire a été tirée de la comédie Le Barbier de Séville ou la Précaution inutile de Beaumarchais (1732-1799), jouée pour la première fois au Théâtre-Français le 23 février 1775, l'une des trois pièces de cet auteur comptant parmi ses héros le personnage de Figaro.
Avant Rossini, un autre compositeur italien, Giovanni Paisiello, avait composé Il barbiere di Siviglia, ovvero La precauzione inutile, créé en 1782 et qui remporta un succès énorme. Mozart composa Les Noces de Figaro, opéra inspiré de la pièce de Beaumarchais qui fait suite au Barbier de Séville, La Folle journée, ou le Mariage de Figaro.

## Création
La première interprétation eut lieu le 20 février 1816 au Teatro di Torre Argentina à Rome, avec Gertrude Giorgi-Righetti (Rosine), Manuel Garcia (Almaviva), Luigi Zamboni (Figaro), Bartolomeo Botticelli (Bartolo), et Zenobio Vitarelli (Basile). Ce fut une succession de catastrophes : non seulement la cabale montée par Gaspare Spontini, rival de Rossini, fonctionna à merveille mais le ténor Garcia, qui avait voulu s'accompagner à la guitare (qui était désaccordée), fut sifflé. Rossini en habit noisette au clavecin pour le continuo, fut chahuté. Vitarelli trébucha et saigna du nez. Pour couronner le désastre, un chat traversa la scène et la salle entière se mit à miauler. La représentation se poursuivit dans un désordre indescriptible. Le lendemain, Rossini déclara qu'il ne participerait pas à la deuxième représentation. Une fois couché, il fut réveillé par la foule venue acclamer le compositeur ébahi[réf. nécessaire].
L'ouverture de l'opéra est restée célèbre grâce à sa mélodie. Elle avait préalablement servi à deux autres œuvres quelques années auparavant. Rossini avait réalisé l'ouverture pour Aureliano in Palmira (création le 26 décembre 1813), et l'avait réutilisée ensuite dans Elisabetta, regina d'Inghilterra (création le 4 octobre 1815), avant Il barbiere.
L'opéra fut donné  pour la première fois à Paris en italien le 26 octobre 1819 au Théâtre-Italien. Le compositeur et critique Castil-Blaze réalisa une adaptation française en rajoutant des récitatifs pour la plupart empruntés à Beaumarchais et en modifiant la structure (qui passe de deux à quatre actes) ; certaines tessitures vocales furent également changées pour s'adapter au goût français : Rosine passa ainsi de mezzo-soprano à soprano. Cette version fut créée le 6 mai 1824 à l'Odéon. Après de nombreuses vicissitudes dues aux rivalités des théâtres parisiens, c'est une version en français avec dialogues parlés (dans le style opéra-comique) créée le 8 novembre 1884 à l’Opéra-Comique avec un très grand succès qui s'imposa au répertoire jusque dans les années 1960. Une nouvelle reprise de cette version eut lieu en 1996 avec Annick Massis.
L'opéra a aussi été présentée par les Variétés lyriques au Monument-National à Montréal du 22 au 25 février 1940 ainsi que du 21 avril au 8 mai 1949,.

## Argument
Ouverture
Un solennel andante maestoso l'ouvre suivi sans transition par un allegro vivo, mouvementé et moqueur qui indique la nature comique de l'opéra. Cette deuxième partie comporte notamment deux célèbres crescendi successifs, marque de fabrique du compositeur, reprenant les mélodies de l'andante. Le deuxième crescendo débouche sur une brève coda Più mosso qui conclut gaiement l'ouverture.

### Acte I

#### 1ertableau
Nous sommes à Séville, où la nuit est déjà noire. Le comte Almaviva vient chanter une sérénade devant la maison du vieux docteur Bartolo.
« Ecco ridente in cielo »
Sa chanson s’adresse à Rosina, la jeune et belle pupille du docteur.
Figaro, un ancien domestique du comte, barbier-chirurgien de Bartolo, fait une joyeuse entrée.
« Largo al factotum »
Le comte Almaviva lui demande son aide. Mais voilà que Rosina paraît au balcon et laisse tomber un billet dans lequel elle invite le comte à se présenter. Ce qu’il fait dans une nouvelle sérénade où il dit s’appeler Lindor, être pauvre, et très amoureux. Figaro lui conseille ensuite de se présenter chez Bartolo avec un billet de logement. Pour mieux égarer les soupçons, il aura l’air à moitié ivre.

#### 2etableau
Rosina, seule, chante son amour pour Lindor et sa détermination d’échapper à son tuteur.
« Una voce poco fa »
Ce dernier paraît, fulminant contre Figaro qui vient de donner médecine à toute la maison. Mais voici qu’entre Basilio, le maître de musique de Rosina, qui vient prévenir Bartolo de la présence à Séville d’Almaviva. Comment lutter contre lui ? Par une arme terrible, la calomnie, répond Basilio.
« La calunnia è un venticello »
Puis, pendant que tous deux vont préparer le contrat de mariage qui doit unir Bartolo à Rosina, Figaro prévient cette dernière, d’une part que son tuteur veut l’épouser dès le lendemain, d’autre part que Lindor l’adore. Rosine ravie remet à Figaro un billet doux déjà préparé pour Lindor. À peine Figaro est-il sorti que Bartolo fait irruption, plus soupçonneux et inquisiteur que jamais. Il n’est pas, proclame-t-il, un homme qu’on berne facilement.
« A un dottor della mia sorte”
Mais voici qu’Almaviva déguisé en soldat se présente. Bartolo lui réplique en brandissant un certificat l’exemptant de toute réquisition. Sur ce, le dialogue s’échauffe, et le comte en profite pour glisser un billet à Rosina. Figaro accourt, puis c’est la garde qui vient arrêter le fauteur de désordre. Mais le comte fait discrètement savoir qui il est, et la garde se retire, laissant tout le monde dans l’ébahissement.

### Acte II
Bartolo s’interroge sur l’identité du soldat qui s’est introduit chez lui, quand un nouveau venu se présente. C’est Alonso, un élève de Basilio remplaçant son maître pour la leçon de Rosina. Basilio, dit-il, est souffrant. Alonso, bien sûr, n’est autre qu’Almaviva déguisé. Bartolo restant méfiant, le comte utilise pour lever ses soupçons le billet doux que lui a fait parvenir Rosina. Il prétend l’avoir reçu par hasard à la place d’Almaviva, et suggère de l’utiliser pour calomnier ce dernier. Bartolo reconnaît là les procédés chéris de Basilio et fait bon accueil à Alonso.
La leçon commence. Mais la musique endort Bartolo, et les amoureux en profitent pour se livrer à des apartés passionnés. Là-dessus entre Figaro, venu pour raser le docteur. Il parvient à lui subtiliser la clé de la porte du balcon. Mais c’est alors que surgit Basilio, à la grande surprise de Bartolo. Il faut trouver d’urgence une solution. Une bourse bien garnie convainc Basilio qu’il est très malade et qu’il doit retourner au lit au plus tôt.
Figaro rase donc Bartolo, mais ce dernier surprend des propos non équivoques des amoureux. Il entre dans une rage folle, chasse tout le monde, et envoie chercher le notaire pour précipiter son mariage. Puis il montre à Rosina le billet qu’elle avait écrit comme preuve de la légèreté d’Almaviva. Rosina, effondrée répond à Bartolo qu’elle consent à l’épouser sur-le-champ. Mais Figaro et le comte se sont introduits dans la maison grâce à la clé dérobée. Rosina repousse le comte, mais celui-ci n’a pas de mal, en dévoilant son identité, à se justifier. Ils se préparent à s’enfuir discrètement.
Requis pour le contrat de mariage, Basilio et le notaire arrivent et produisent le document que signent Rosina… et Almaviva bien sûr ! Un pistolet et un bijou de prix convainquent Basilio d’accepter d’être témoin. Et Bartolo ne peut que s’incliner, et constater l’inutilité de ses précautions.

## La musique du Barbier de Séville
L'opéra contient un certain nombre d'airs qui sont parmi les plus populaires de la musique classique. Ainsi, l'ouverture de l'opéra est restée célèbre grâce à sa mélodie. Elle avait préalablement servi à deux autres œuvres quelques années auparavant. Rossini avait réalisé l'ouverture pour Aureliano in Palmira (création le 26 décembre 1813), et l'avait réutilisée ensuite dans Elisabetta, regina d'Inghilterra (création le 4 octobre 1815), avant Il barbiere.
- Cavatine de Figaro « Largo al factotum » : Cette cavatine extrêmement célèbre est l'un des grands airs du répertoire de baryton. Elle est très fameuse notamment pour ses séries de "Figaro figaro figaro", "bravo, bravissimo et fortunatissimo" en croches, qui exigent une grande virtuosité et une grande maîtrise de la part de l'exécutant. Certains chanteurs d'opéra demandent au chef d'orchestre d'accélérer le tempo de cet air de manière à augmenter la vitesse de diction, qui peut ainsi devenir vertigineuse.
- Cavatine de Rosina « Una voce poco fa » : Cette cavatine est l'un des chefs-d’œuvre du bel canto, et l'un des grands airs de colorature. Le rôle de Rosina est originellement écrit pour contralto de coloratura (ou d'agilité) mais sa popularité a conduit le rôle à être très souvent transposé pour soprano, comme dans la version française du Barbiere. Una voce poco fa, écrit en mi majeur dans la tonalité originale, est un véritable feu d'artifice vocal. Trilles, arpèges, gammes et ornements s'allient à un tempo serré pour demander de la part de l'interprète une grande maîtrise technique[5]. Au XIXe siècle, un certain nombre de solistes, parmi lesquelles Maria Malibran, ont même ajouté leurs propres ornementations à la mélodie de Rossini, en accroissant encore la difficulté. Aujourd'hui, l'aria est chantée autant par des contraltos ou plus communément par mezzos (dans le ton original) que par des sopranos (qui ajoutent traditionnellement des cadences pouvant monter jusqu'au contre-ré, dans le cas de Diana Damrau). Maria Callas, dont la tessiture de prédilection était un soprano, a créé la surprise en 1957 en chantant Una voce poco fa dans la tonalité originale de mi majeur[6].
- Air de Basilio « La calunnia è un venticello »
- Air (souvent supprimé) du comte Almaviva « Cessa di più resistere »

## Autres versions
- Le compositeur italien Giovanni Paisiello composa également un Il barbiere di Siviglia, ovvero La precauzione inutile créé le 26 septembre 1782 à Saint-Pétersbourg.
- Le compositeur français Nicolas Isouard composa également un Barbiere di Siviglia représenté en italien au théâtre de La Valette (Malte) en 1796.
- Le compositeur espagnol Francisco Asenjo Barbieri en composa une parodie, une zarzuela intitulée El barberillo de Lavapiés (Le Petit Barbier de Lavapiès).

## Discographie
Version originale
| Année | Distribution (Rosina, Almaviva, Figaro)                    | Chef Opéra et Orchestre                                                 | Éditeur                                                        |
| ----- | ---------------------------------------------------------- | ----------------------------------------------------------------------- | -------------------------------------------------------------- |
| 1950  | Giulietta Simionato, Luigi Infantino (en), Giuseppe Taddei | Fernando Previtali, Coro e Orchestra della Rai di Milano                | Audio CD: Warner Fonit Cat: 5046 71224-2                       |
| 1954  | Antonietta Pastori, Nicola Monti, Rolando Panerai          | Carlo Maria Giulini, Symphony Orchestra and Chorus of RAI               | Audio CD: Great Opera Performances Classics Cat: G.O.P. 66.104 |
| 1956  | Maria Callas, Luigi Alva, Tito Gobbi                       | Carlo Maria Giulini, La Scala Orchestra and Chorus                      | Audio CD: Cetra                                                |
| 1957  | Giulietta Simionato, Alvinio Misciano, Ettore Bastianini   | Alberto Erede, Maggio Musicale Fiorentino Orchestra and Chorus          | Audio CD: Decca Eloquence Cat 467 4112                         |
| 1957  | Maria Callas, Luigi Alva, Tito Gobbi                       | Alceo Galliera, Orchestre Philharmonia and Chorus                       | Audio CD: EMI Classics                                         |
| 1958  | Roberta Peters, Cesare Valletti, Robert Merrill            | Erich Leinsdorf, Metropolitan Opera Orchestra and Chorus                | Audio CD: RCA                                                  |
| 1962  | Victoria de los Ángeles, Luigi Alva, Sesto Bruscantini     | Vittorio Gui, Royal Philharmonic Orchestra Glyndebourne Festival Chorus | EMI Classics Cat: 7243 567765 2 4                              |
| 1972  | Teresa Berganza, Luigi Alva, Hermann Prey                  | Claudio Abbado, London Symphony Orchestra and Chorus                    | Audio CD: Deutsche Grammophon Cat: 457 7332                    |
| 1975  | Beverly Sills, Nicolai Gedda, Sherrill Milnes              | James Levine, London Symphony Orchestra, John Alldis Choir              | Audio CD: EMI Classics                                         |
| 1982  | Marilyn Horne, Paolo Barbacini, Leo Nucci                  | Riccardo Chailly, Coro e Orchestra del Teatro alla Scala, Milan         | Audio CD: Sony Classics                                        |
| 1983  | Agnes Baltsa, Francisco Araiza, Thomas Allen               | Neville Marriner, Ambrosian Opera Chorus                                | Audio CD: Philips Classics Rééd. Decca, 2002                   |
| 1987  | Luciana Serra, Rockwell Blake, Bruno Pola                  | Bruno Campanella, Teatro Regio di Torino Orchestra and Chorus           | Audio CD: Nuova Era                                            |
| 1989  | Cecilia Bartoli William Matteuzzi Leo Nucci                | Giuseppe Patanè Orchestra e coro del Teatro Comunale di Bologna         | Decca Digital 425 520-2, 1989                                  |
| 1993  | Kathleen Battle, Frank Lopardo, Plácido Domingo            | Claudio Abbado, Chamber Orchestra of Europe and Chorus                  | Audio CD: Deutsche Grammophon                                  |
| 1993  | Jennifer Larmore, Raúl Giménez (en), Håkan Hagegård (en)   | Jesús López Cobos, Orchestre de chambre de Lausanne                     | Audio CD: Teldec                                               |
| 1997  | Edita Gruberová, Juan Diego Flórez, Vladimir Chernov       | Ralf Weikert, Münchner Rundfunkorchester and Chorus (Live performance)  | Audio CD: Nightingale Classics Cat: NC 004022                  |

Version française
Les deux enregistrements les plus célèbres sont ceux de Jules Gressier en 1956 (avec Michel Dens) et Jean-Pierre Marty en 1975. Tous deux sont édités chez Pathé/EMI. Il existe également un enregistrement au concert de l'Opéra-Comique de 1955 avec Jacques Jansen et Louis Musy, Orchestre et Chœurs de Paris, Jean Fournet Malibran Music, Bourg Records BCG 24-25 (1991).